# Hasenbüchel
Hasenbüchel ist ein Ortsteil von Immekeppel in der Stadt Overath im Rheinisch-Bergischen Kreis in Nordrhein-Westfalen, Deutschland.

## Lage und Beschreibung
Der kleine Ortsteil Hasenbüchel nahe der Sülz ist über die Landesstraße 284 (hier Lindlarer Straße genannt) und über Weierberg zu erreichen. Naheliegende Ortschaften sind Obersteeg, Haus Thal und Leffelsend. Im Jahr 2006 geriet ein Hasenbüchler Gästehaus in die Schlagzeilen, das zur Verblüffung der Prüfer mit fünf Sternen ausgezeichnet wurde.

## Geschichte

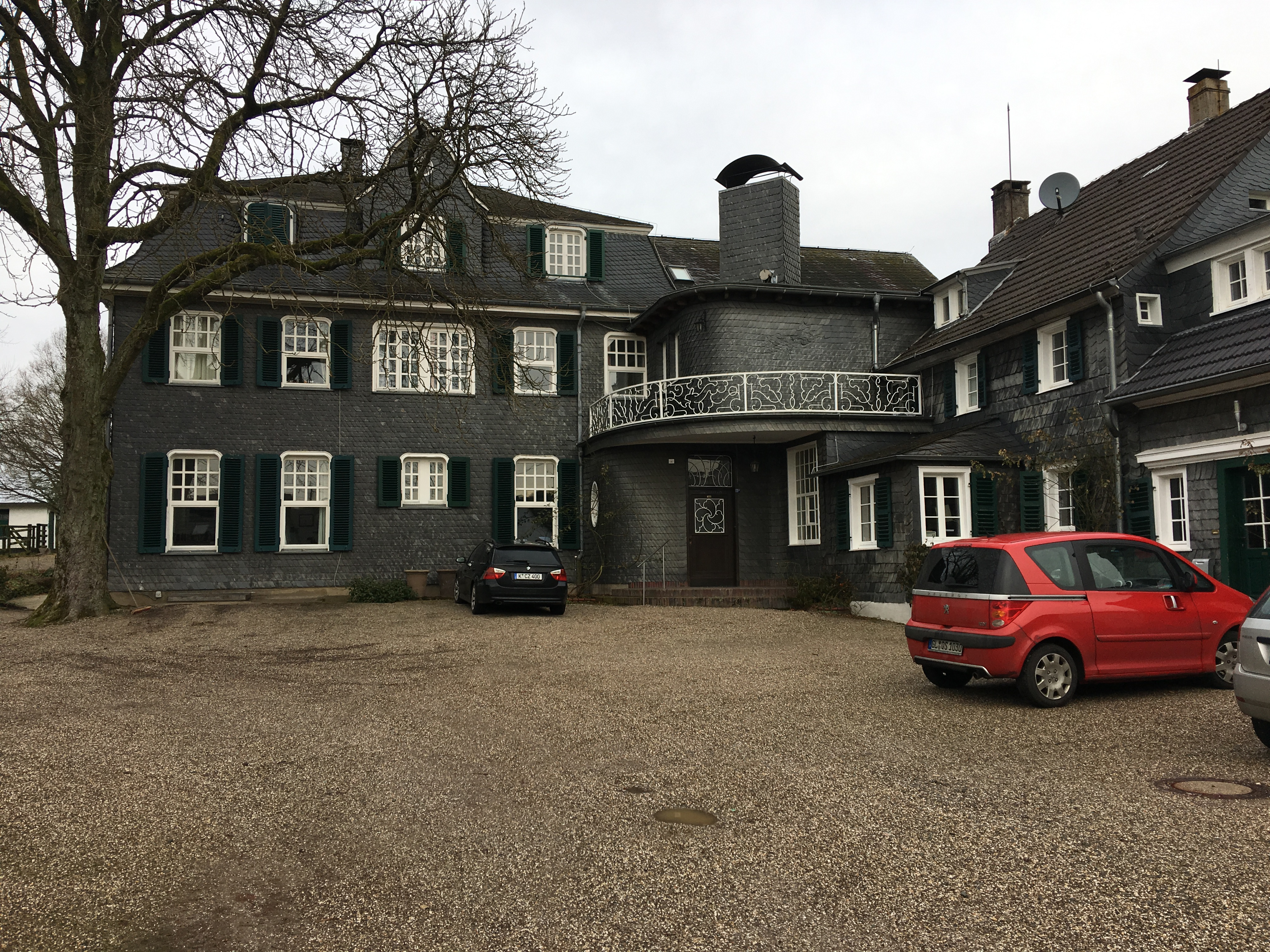
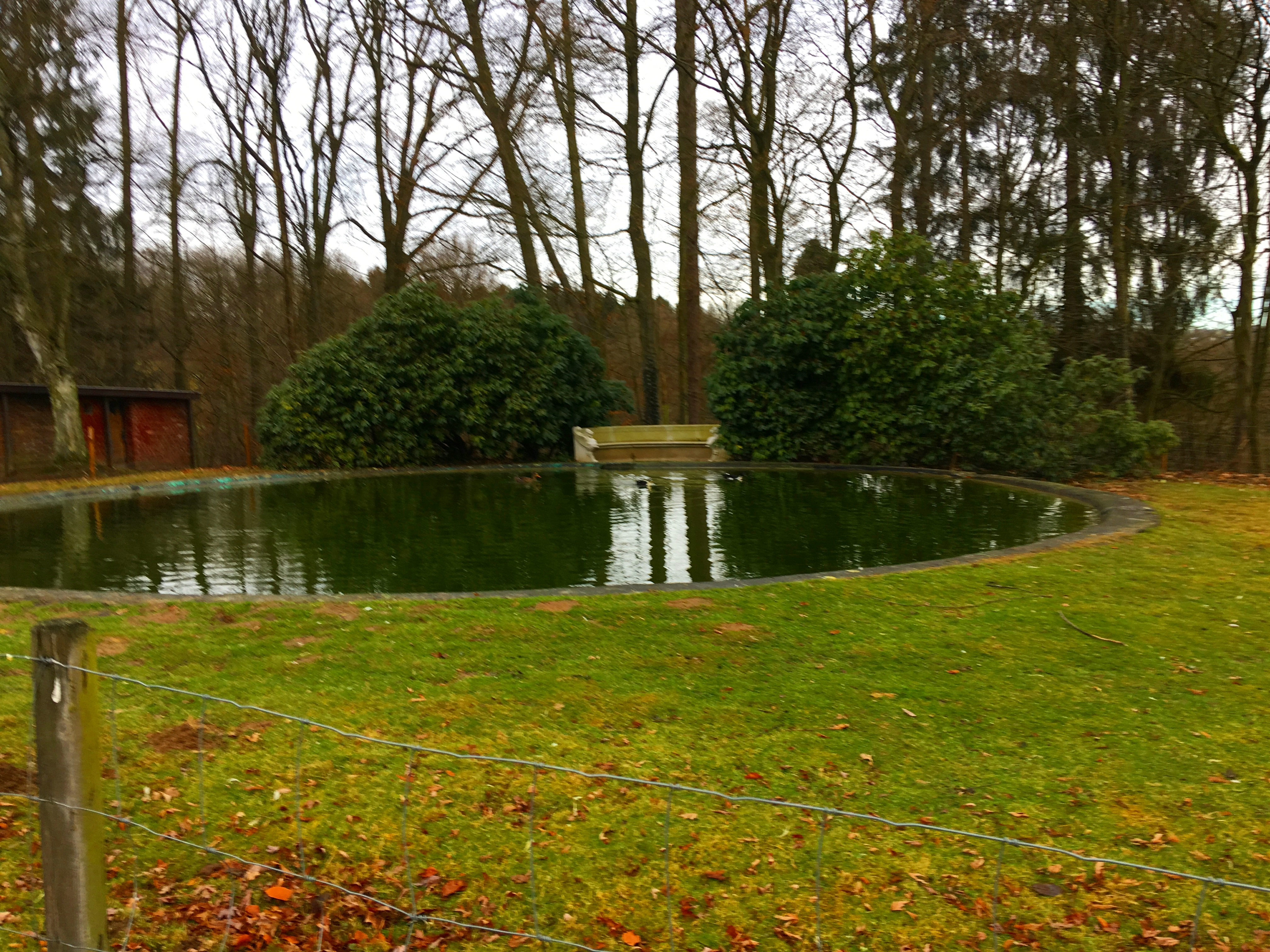
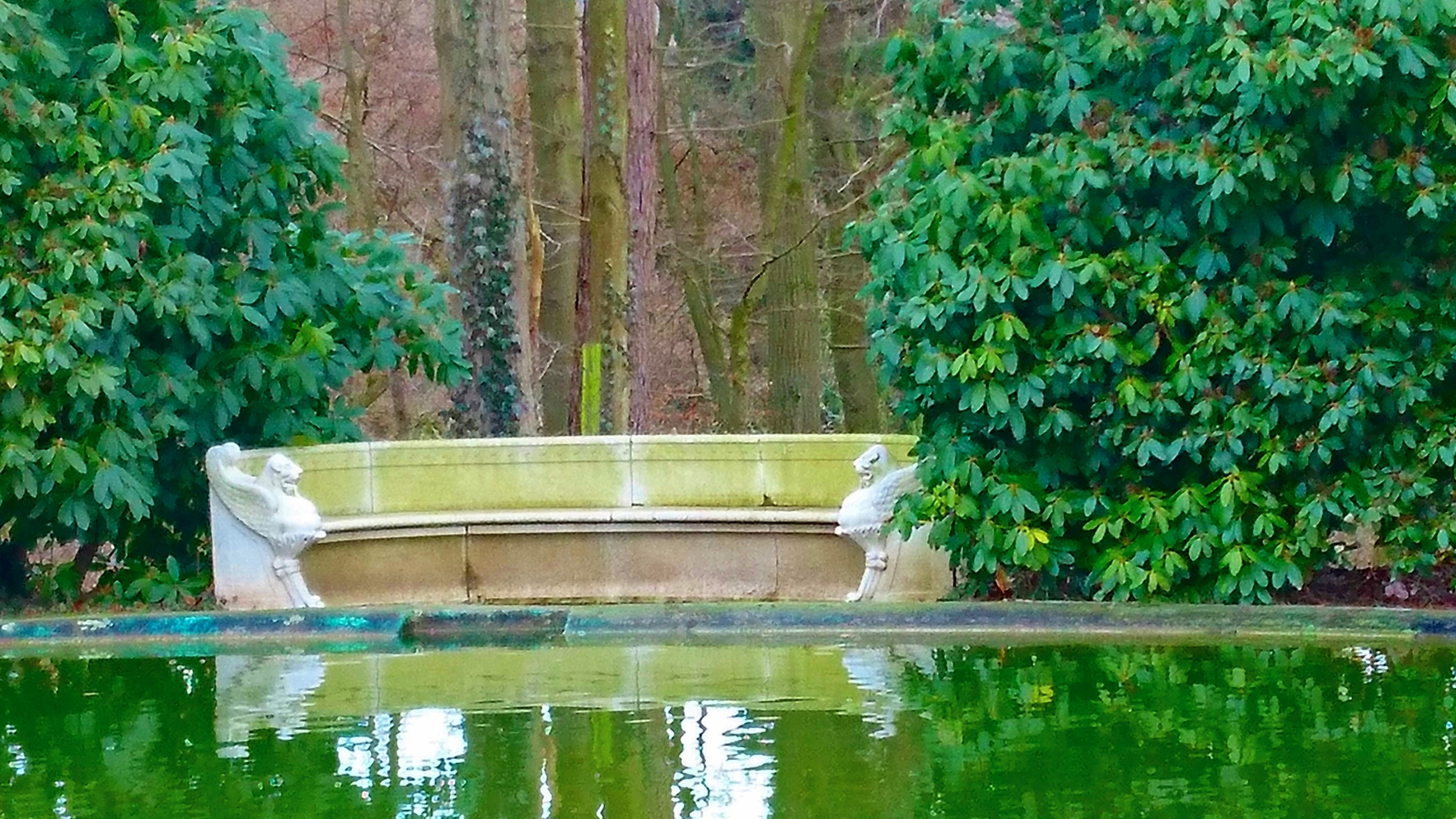
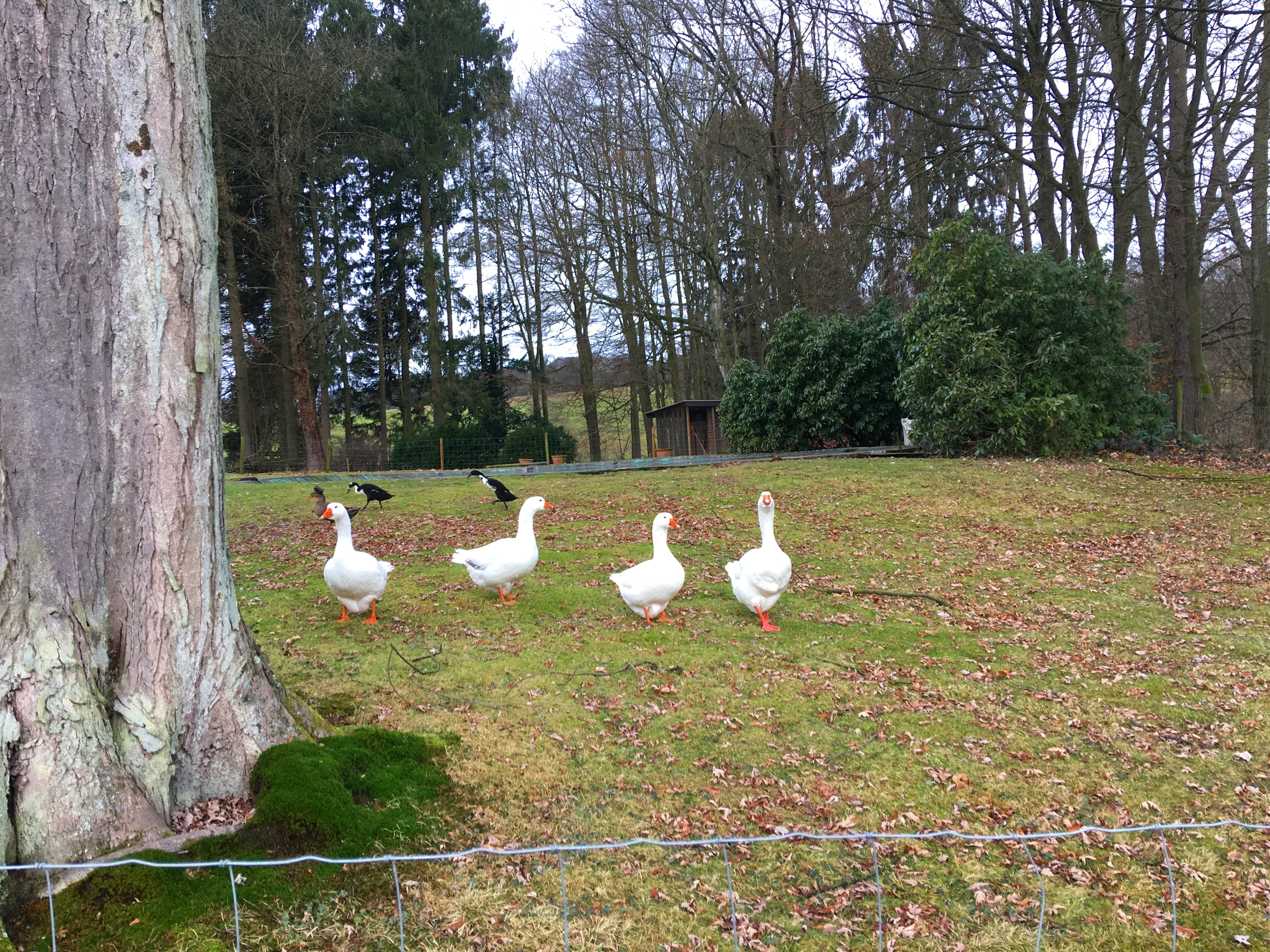

Die Topographia Ducatus Montani des Erich Philipp Ploennies, Blatt Amt Portz, belegt, dass der Wohnplatz bereits 1715 ein Freihof mit vier Hofstellen war, der als Hasenböggel bezeichnet wird. Carl Friedrich von Wiebeking benennt die Hofschaft auf seiner Charte des Herzogthums Berg 1789 als Hasenbüchel. Aus ihr geht hervor, dass der Ort zu dieser Zeit Teil des Oberkirchspiels Immekeppel (zugleich Honschaft Immekeppel) der Pfarre Gladbach im Obergericht Bensberg war.
Der Ort ist auf der Topographischen Aufnahme der Rheinlande von 1817 als Hasenbüchel verzeichnet. Die Preußische Uraufnahme von 1845 zeigt den Wohnplatz unter dem Namen Hasenbüchel. Ab der Preußischen Neuaufnahme von 1892 ist der Ort auf Messtischblättern regelmäßig als Hasenbüchel verzeichnet.
1822 lebten 37 Menschen im als Hof kategorisierten Ort, der nach dem Zusammenbruch der napoleonischen Administration und deren Ablösung zur Bürgermeisterei Bensberg im Kreis Mülheim am Rhein gehörte. Für das Jahr 1830 werden für den als Bauerngut bezeichneten Ort 46 Einwohner angegeben. Der 1845 laut der Uebersicht des Regierungs-Bezirks Cöln als Bauerngüter kategorisierte Ort besaß zu dieser Zeit sieben Wohngebäude mit 56 Einwohnern, alle katholischen Bekenntnisses. Die Gemeinde- und Gutbezirksstatistik der Rheinprovinz führt Hasenbüchel 1871 mit zehn Wohnhäusern und 72 Einwohnern auf. Im Gemeindelexikon für die Provinz Rheinland von 1888 werden für Hasenbüchel elf Wohnhäuser mit 74 Einwohnern angegeben. 1895 besitzt der Ort zehn Wohnhäuser mit 73 Einwohnern und gehörte konfessionell zum katholischen Kirchspiel Immekeppel, 1905 werden elf Wohnhäuser und 67 Einwohner angegeben.
Aufgrund § 10 des Köln-Gesetzes wurden 1975 mehrere Bensberger Außenorte in die Gemeinde Overath umgemeindet, darunter auch der Bereich um Immekeppel mit Hasenbüchel.